# Celtillos
Pour le personnage romanesque, voir Celtill (personnage).
Celtillos, ou Celtill (Celtillus en latin), est un aristocrate du peuple arverne et le père de Vercingétorix.

## Biographie
Selon César, il fut le Principat de la Gaule, peut-être un vergobret, magistrat suprême du peuple arverne au Ier siècle av. J.-C., organisé sous l'égide d'un gouvernement aristocratique proche de la magistrature élective romaine. Celtillos fut toutefois accusé de vouloir restaurer la royauté à son profit, raison pour laquelle les Arvernes le condamnèrent à mort à une date inconnue, probablement vers -80/-60, avec pour préférence pour les années -70,.
«[...] Vercingetorix, Celtilli filius, Arvernus, summae potentiae adulescens, cuius pater principatum Galliae totius obtinuerat et ob eam causam, quod regnum appetebat, ab ciuitate erat interfectus [...]»

« [...] Vercingétorix, fils de Celtillos, Arverne, jeune homme qui était parmi les plus puissants du pays, dont le père avait eu l’empire de la Gaule et avait été tué par ses compatriotes parce qu’il aspirait à la royauté [...] »
Il est possible que Gobannitio, frère de Celtillos et oncle de Vercingétorix, ait contribué à cette sentence qui lui permettait d'accéder au pouvoir.